# Vishnu Vardhan
Jagadeesan Vishnuvardhan (genannt Vishnu Vardhan; * 27. Juli 1987 in Secunderabad) ist ein indischer Tennisspieler.

## Werdegang
Vishnu Vardhan begann im Alter von sieben Jahren mit dem Tennissport. Er nahm bislang an mehreren ATP-Turnieren in Indien teil, jeweils mit Hilfe einer Wildcard. Einen Sieg konnte er jedoch nie erzielen. Auf der Challenger Tour gelang ihm 2011 sein erster Sieg, als er mit Landsmann Karan Rastogi in Astana gewann. Bei den Asienspielen 2010 gewann er zusammen mit Somdev Devvarman, Sanam Singh und Karan Rastogi die Bronzemedaille im Teamwettbewerb.
Am 26. Juni 2012 gab die ITF bekannt, dass Vishnu Vardhan aufgrund einer Wildcard bei den Olympischen Spielen in London im Herrendoppel antreten wird. Mit Partner Leander Paes gewann er das Auftaktspiel gegen die Niederländer Jean-Julien Rojer und Robin Haase, im Achtelfinale unterlagen sie anschließend Jo-Wilfried Tsonga und Michaël Llodra in drei Sätzen. Als Nachrücker durfte Vishnu Vardhan auch in der Einzelkonkurrenz antreten, verlor dort aber bereits sein Erstrundenspiel gegen den Slowenen Blaž Kavčič klar mit 2:6, 2:6.
Er spielt seit 2011 für die indische Davis-Cup-Mannschaft.

## Erfolge
| Legende (Anzahl der Siege) |
| Grand Slam                 |
| ATP World Tour Finals      |
| ATP World Tour Master 1000 |
| ATP World Tour 500         |
| ATP World Tour 250         |
| ATP Challenger Tour (8)    |

### Doppel

#### Turniersiege
| Nr. | Datum             | Turnier   | Belag     | Partner          | Finalgegner                        | Ergebnis           |
| --- | ----------------- | --------- | --------- | ---------------- | ---------------------------------- | ------------------ |
| 1.  | 28. August 2011   | Astana    | Hartplatz | Karan Rastogi    | Harri Heliövaara Denys Moltschanow | 7:63, 2:6, [10:8]  |
| 2.  | 2. September 2012 | Bangkok   | Hartplatz | Divij Sharan     | Lee Hsin-han Peng Hsien-yin        | 6:3, 6:4           |
| 3.  | 23. Juni 2017     | Fargʻona  | Hartplatz | N. Sriram Balaji | Yuya Kibi Shūichi Sekiguchi        | 6:3, 6:3           |
| 4.  | 22. Juli 2017     | Astana    | Hartplatz | Toshihide Matsui | Jewgeni Karlowski Jewgeni Tjurnew  | 7:63, 6:75, [10:7] |
| 5.  | 5. August 2017    | Chengdu   | Hartplatz | N. Sriram Balaji | Hsieh Cheng-peng Peng Hsien-yin    | 6:3, 6:4           |
| 6.  | 4. November 2017  | Shenzhen  | Hartplatz | N. Sriram Balaji | Austin Krajicek Jackson Withrow    | 7:63, 7:63         |
| 7.  | 16. Februar 2018  | Chennai   | Hartplatz | N. Sriram Balaji | Cem İlkel Danilo Petrović          | 7:65, 5:7, [10:5]  |
| 8.  | 20. Mai 2018      | Samarqand | Sand      | N. Sriram Balaji | Michail Jelgin Denis Istomin       | kampflos           |